# Cultura
La cultura és el conjunt de valors, aptituds, teories, ideologies, normes i béns materials creats per l'ésser humà. Se sol oposar cultura i natura. Aquesta concepció defineix cultura en sentit molt ample, com tot això que típicament es fet pels humans i el separa de la natura, lloc on la humanitat no ha intervingut. En sentit més estricte es considera la cultura com el conjunt de la producció artística i la tecnològica.
Les diferents definicions reflecteixen diferents escoles del pensament. Tot i això, sol incloure la tecnologia, l'art i les humanitats, un patró de tipus de coneixement preferent, tradicions, creences i conductes que depenen d'un determinat pensament simbòlic i el conjunt d'actituds, valors, objectius i pràctiques que caracteritzen una grup, una societat o tota la humanitat. Alguns autors reivindiquen un universal cultural. De vegades es contraposa una anomenada alta cultura amb la cultura popular.
Segons el Consell Nacional de la Cultura i de les Arts, la cultura ha de ser considerada com un bé públic i com un bé preferent.

## Etimologia
El mot prové del llatí cultura, derivat del participi cultus del verb colere, que té moltes significats: coldre, habitar, venerar, conrear. Al context agrícola, pot ser sinònim de conreu, cultiu.

## Naturalesa i cultura
Una primera diferenciació dins el coneixement científic és l'establerta entre naturalesa i cultura. És provat que la cultura s'aprèn, no és inherent a l'espècie humana, tot i que sense cultura no seríem humans. Per tant, aquesta diferenciació ens diu que el món de la naturelesa no l'ha creat l'home mentre que la cultura és un món creat pels ésser humans. Així mateix ho posa de manifest Guillaume Vannier.

### Concepte de cultura a la història

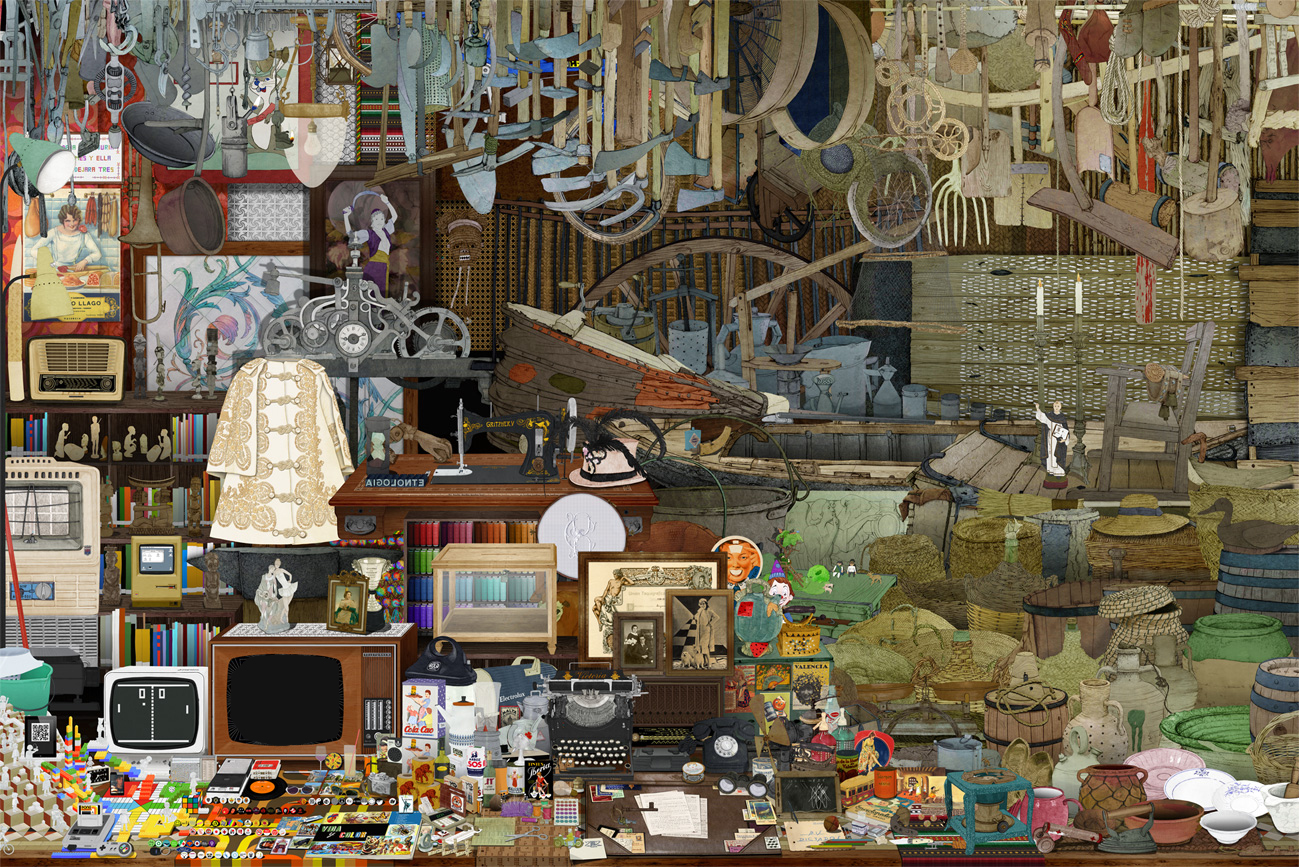
Col·lecció d'imatges que representen els objectes que poden encabir-se dins de l'estudi de l'Etnologia i l'Antropologia. Museu Valencià d'Etnologia.

El concepte de cultura va aparèixer per primera vegada a l'Europa del segle xviii i es referia al símil d'un procés de cultiu a una mena de creixement de la persona, com en l'agricultura o l'horticultura. Al segle xix, el terme va arribar a referir-se primer al perfeccionament de la persona i després al conjunt de conductes i comportaments que es produeixen en una determinada comunitat i que són transmesos entre els seus individus per aprenentatge.
La interpretació del terme durant la Il·lustració, que veu cultura com la condició necessària per a la realització de l'individu autònom xoca amb la visió romàntica del terme, en què la cultura és l'expressió de l'esperit del poble. Aquesta dualitat d'interpretacions determina la visió conservadora o progressista de la cultura. Tots dos models estan en crisi a principis del segle xxi.
A partir del segle xx, la cultura va esdevenir un concepte central de l'antropologia, que estudia les diferents formes en què les persones viuen en diferents parts del món i la capacitat humana per a classificar i representar experiències amb símbols i actuar amb imaginació i creativitat.
Aquesta capacitat havia estat considerada com a característica única del gènere homo, fins que primatòlegs com Jane Goodall identifiquessin aspectes culturals entre animals.

## Formació del concepte de cultura

### Etimologia
L'etimologia del concepte modern de «cultura» té un origen antic. En diverses llengües europees el mot «cultura» és descendència de cultura ainimi emprat en llengua llatina per Ciceró a les Tusculanae, on l'autor clàssic escriu sobre el cultiu de l'ànima (=cultura animi), fent ús d'aquesta manera d'una metàfora agrícola per a descriure el desenvolupament d'una ànima filosòfica, entesa teològicament com un dels ideals superiors possibles per al desenvolupament humà.
Samuel von Pufendorf condueix novament la metàfora cap al significat actual però sense que això comporti la perfecció natural de l'home en filosofia. Per a l'autor, els significats del terme cultura, que molts escriptors reprenen posteriorment "fan referència a totes les formes on els humans comencen a superar la barbàrie inicial i, mitjançant artificis, es tornen humans" [trd.].

Velkley en fa la descripció següent:
El terme "cultura", que inicialment volia significar el cultiu de l'ànima o de la ment, adquireix el gruix dels significats posteriors als escrits dels pensadors alemanys del segle xviii, els quals desenvolupen en diversos nivells la crítica de Rousseau al liberalisme modern i a la Il·lustració. A més a més, implícitament hi ha un contrast entre "cultura" i "civilització" entre aquests autors, fins i tot quan no ho expressen en aquests termes. Sorgeixen dos dignificats en aquest període: la cultura com un esperit folklòric amb una identitat única i la cultura com a cultiu de l'espiritualitat o la individualitat lliure. El primer significat és avui predominant en l'ús del mot "cultura", però el segon encara té un paper important en allò que hom pensa que la cultura hauria d'aconseguir, com ara l'"expressió" plena de l'ésser en tant que individu únic i "autèntic". [trd.]

#### Recorregut etimològic
Quan el mot cultura apareix a Europa entre els segles XVIII i XIX, s'empra per a referir-se a un procés tecnològic o de millora, com a l'agricultura o l'horticultura. Al segle xix primer es refereix a la millora o refinament de la individualitat, especialment mitjançant l'educació i, tot seguit, es fa servir per a referir-se a l'assoliment de les aspiracions o ideals nacionals. A mitjan segle xix, alguns científics se serveixen del terme "cultura" per a referir-se a la capacitat humana universal. Per al sociòleg alemany George Simmel la cultura era "el cultiu dels individus mitjançant la ingestió de formes externes que s'ha objectificat tot al llarg de la història" [trd.].
Al segle xx, la "cultura" sorgeix com un concepte central de l'antropologia, el qual abasta tots els fenòmens humans que no poden imputar-se a la genètica. Més delimitadament, el terme "cultura" abasteix dos significats:
- la capacitat evolucionada dels homes a classificar i representar les experiències amb símbols i actuar de forma imaginària i creativa
- les maneres variades amb què la gent viu a les diverses parts del món, classificant i representant les seves experiències i actuant creativament

Després de la Segona Guerra Mundial, el terme adquireix importància malgrat que amb diferents significats en disciplines com ara els estudis cultturals, la psicologia organitzacional, la sociologia cultural i els estudis gerencials.
Alguns etòlegs parlen de culture per a referir-se als costums, activitats o comportaments transmesos d'una generació a l'altra entre grups d'animals mitjançant la imitació conscient de dits comportaments. Les creences i pràctiques d'una cultura determinada poden ser exercides com a mecanismes de control en vista a limitar-ne la conducta social. La cultura s'associa amb la llibertat atès que és el vehicle portant entre el coneixement i les noves formes de consciència que fan possible una desestabilització de l'hegemonia. A més d'això s'hi pot reconèixer conjunts o modes de vida i fins i tot costums d'una època o grup social. El terme cultura pot arribar a agafar extensió i diversos usos, com la diversitat cultural, l'objecte del coneixement empíric i la diferència cultural.
Altres conceptes de cultura:
- el mot cultura s'associa amb l'acció de cultivar o practicar una cosa, també segons el diccionari pot ser el resultat o l'efecte de fer prevaldre coneixements humans i conjunts de modus vivendi.
- la cultura s'ha arribat a veure com a conseqüència de la modernitat
- una dimensió i expressió de la vida humana es realitza a través de la utilització de símbols i artefactes, dels quals trobaríem expressions de l'àmbit de la producció, circulació i consum de signes, és a dir, així com una praxis que s'articularia en una teoria
- al diccionari hi trobem denombrades diferents menes de cultura i d'entre totes les més emblemàtiques en serien la cultura popular i la cultura de masses

### Concepció clàssica de la cultura
El terme cultura prové del llatí cultus que al seu torn deriva de colere que significa cuidar el camp o del bestiar. Vers el segle xiii, el terme es fa servir per a designar una parcel·la cultivada i passat tres segles canvia el sentit per a designar el manteniment d'una cosa: el cultiu de la terra o el cuidat del bestiar (Cuche, 1999: 10). Llavors podem dir que el sentit de la paraula ja és més propera al significat que rep actualment en català o altres llengües neollatines com el castellà, el francès, el portuguès o l'italià mateix. A mitjan segle XVI, el mot adquireix una connotació metafòrica, com ara la cultivació de qualsevol facultat. Així i tot, l'acceptació figurada de cultura no s'estén fins al segle xvii, quan apareix igualment en certs texts acadèmics.
Durant la Il·lustració (segle xviii) el sentit figurat del terme pren el davant i s'imposa el cultiu de l'esperit en diversos àmbits acadèmics. Exemple d'això la vista d'ulls que es pot fer al Dictionaire de l'Académie Française l'any 1718. Malgrat que l'Enciclopèdia exclogui d'arribada el sentit figurat a favor del sentit restringit on cultura són terres a cultivar, no desconeix el sentit figurat que apareix als articles dedicats a la literatura, la pintura, la filosofia i les ciències. Amb el ròssec del temps la cultura esdevé sinònim de formació de la ment. És a dir, es converteix en un mot que ha de designar el nodriment intel·lectualment de la ment humana i ja no pas el manteniment d'una parcel·la a cultivar.
La clàssica oposició entre cultura i natura també troba les seves arrels en aquesta època. L'any 1798 el Diccionaire concep el terme cultura com a estigma vers l'esperit natural. Per a molts pensadors de l'època, com ara Jean Jacques Rousseau, la cultura és un fenomen distintiu dels éssers humans, el qual els col·loca en una posició diferent a la de la resta d'animals. La cultura esdevé el conjunt de coneixements acumulats per la humanitat tot al llarg de la història. En tant que característica universal (vocable), és utilitzat en singular atès que es pot trobar a totes les societats sense fer diferències d'ètnies, ubicació geogràfica o moment històric.

### Cultura i civilització
És igualment en el context del Segle de les Llums que sorgeix una altra de les clàssiques oposicions que involucra la cultura, tot i que, d'aquest cop, com a sinònim de civilització. El mot apareix per primera vegada en la llengua francesa al segle XVIII com a refinació dels costums. Civilització és un terme relacionat amb la idea de progrés. Idea segons la qual la civilització és un estadi de la humanitat on la ignorància s'ha abatut i els costums i relacions socials viuen la seva màxima expressió. La civilització no és un procés terminat, és continuat, i implica el perfeccionament progressiu de les lleis, les formes de govern, el coneixement. Així com la cultura, també és un procés universal que inclou a tots els pobles, fins i tot als mes retardats dins la línia de pensament evolucionista. Sens dubte els paràmetres amb què es mesurava si una societat era més civilitzada o salvatge que una altra eren els propis de la mateixa societat. A les acaballes del segle xix tots dos termes, cultura i civilització, es feien servir gairebé de la mateixa manera, principalment en francès i anglès (Thompson, 2002: 186).
És necessari remarcar que no tots els intel·lectuals francesos feren servir el terme. Rousseau i Voltaire es varen mostrar reticents amb la concepció progressista de la història. Varen intentar proposar una versió més relativista de la història, encara que sense èxit, car el corrent dominant era l'evolucionista. No va ser a França, més aviat a Alemanya, on les postures relativistes varen guanyar un major prestigi. El terme Kultur en el seu sentit figurat apareix a Alemanya vers el segle XVII -aproximadament amb la mateixa connotació que dins el francès. El mot gaudeix llavors de gran prestigi entre els pensadors burgesos alemanys. Això és degut al fet d'haver estat utilitzat per a aporrinar als aristòcrates, acusats de mirar d'imitar les maneres "civilitzades" de la cort francesa. Prova d'això l'apunt d'Immanuel Kant quan diu que "ens cultivem per mitjà de l'art i de la ciència, ens civilitzem [en adquirir] bons modals i refinaments socials" [trd.] (Thompson, 2002: 187). Per tant, a Alemanya el terme civilització es va equiparar amb els valors cortesans, qualificats de superficials i pretensiosos. En sentit a la inversa, la cultura es va identificar amb els valors profunds i originals de la burgesia (Cuche, 1999:13).
Dins el procés de crítica social, l'accent posat en la dicotomia cultura/civilització s'acaba traslladant de les diferències entre estats socials a les diferències nacionals. Mentre França era l'escenari d'una de les revolucions burgeses més importants de la història, Alemanya es trobava fragmentada en diversos estats. Per això mateix una de les tasques que s'imposaren els pensadors alemanys fou la unificació política. La unitat nacional passava també per la reivindicació de les especificitats nacionals, que l'universalisme francès pretenia esborrar en nom de la civilització. A la fi, l'any 1774, Johann Gottfried Herder proclamava que el geni de cada poble (volskgeist) sempre s'inclina cap a la diversitat cultural, la riquesa humana i contra l'universalisme. Per això l'orgull nacional radica en la cultura, de la qual cada poble ha de complir un destí específic. La cultura, talment com l'entenia Herder, era l'expressió de la humanitat diversa, i no n'excloïa pas de la possibilitat de comunicació entre pobles.
Durant el segle xix, a Alemanya, el terme cultura evoluciona sota la influència del nacionalisme, contràriament a França on el concepte s'amplia per a incloure'l no tant solament en el desenvolupament intel·lectual de l'individu, sinó també en el de la humanitat, completament. D'aquí el fet que el sentit francès del mot presenti una continuïtat amb el de civilització: tanmateix la influència alemanya fa persistir la idea que més enllà de les diferències entre "cultura alemanya" i "cultura francesa" (si posem algun exemple), alguna cosa les unifica totes dues: la cultura humana.

## Definicions de cultura a les disciplines socials
Per a efectes de les ciències socials, les primeres acceptacions de cultura apareixen a finals del segle xix. Llavors, la sociologia com l'antropologia són disciplines relativament noves i la pauta en el debat sobre el tema que aquí ens ocupa portava a la filosofia. Els primers sociòlegs, com ara Émiles Durkheim, rebutjaven l'ús del terme. Cal recordar que segons la seva perspectiva, la ciència de la societat havia d'abordar problemàtiques relacionades amb l'estructura social. Malgrat sigui una opinió generalitzada que Karl Marx va deixar de banda la cultura, cal refutar la idea talment com ho fan veure les seves obres, les quals sostenen que les relacions socials de producció (l'organització que adopten els ésser humans dins el treball i la distribució social dels seus fruïts) constitueixen la base de la superestructura jurídica-política i ideològica, de manera que en cap cas la cultura seria un aspecte secundari de la societat. No es pot concebre una relació social de producció sense normes de conducta, sense discursos de legitimació, sense pràctiques de poder, sense costums ni hàbits permanents de comportament, sense objectes valorats tant per la classe dominant com per la classe dominada. La llum posada sobre les obres juvenils de Marx, tant de La ideologia alemanya (1845-1846) l'any 1932 per la cèlebre edició de l'Institut Marx-Engels de l'URSS sota la direcció de David Riaznov, com dels Manuscrits econòmics i filosòfics (1844) va possibilitat que diversos partidaris de les seves propostes teòriques desenvolupessin una teoria de la cultura marxista (vegeu més endavant).
De forma generalitzada el significat de cultura es relaciona al d'antropologia, una de les branques més importants de la disciplina social que s'encarrega precisament de l'estudi comparatiu de la cultura. Potser degut a la centralitat que tindria el mot en la teoria de l'antropologia, el terme s'ha desenvolupat de maneres diverses, les quals suposen un ús d'una metodologia analítica basada en premisses que en ocasions s'allunyen molt les unes de les altres. Davant aquesta realitat etnocèntrica, Franz Boas, opera el gran canvi epistemològic dins l'antropologia. A partir de Boas, pare del relativisme cultural, l'antropòleg es fa traducció, entrant així en la cosmovisió de l'estudiat i entenent igualment els significats del món. Aquest món de la significació condueix, progressivament, vers un concepte no pas antropològic, més aviat de construcció social del sentit. Davant aquest augment de la sensibilitat vinculada amb les qüestions del llenguatge, es desenvolupen tot seguit noves disciplines, lligades al món de la significació humana i del llenguatge, les quals completen la idea de la cultura entesa des del món del significat.
D'acord amb la Declaració Universal sobre la Diversitat Cultural de la UNESCO "la cultura s'ha de considerar com el conjunt de trets distintius espirituals i materials, intel·lectuals i afectes que donen caire a una societat o a un grup social i que abasta, a més de les arts i les lletres, les maneres de vida, de viure plegats, així com els sistemes de valors, les tradicions i les creences".
Els etnòlegs i antropòlegs britànics i estatunidencs posteriors als primerencs del segle xix reprengueren el debat sobre el contingut de la cultura. Aquests autors tenien gairebé tots una formació professional en dret, tot i que els interessés particularment més el funcionament de les societats exòtiques amb què Occident mantenia contacte llavors. Segons l'opinió d'aquests pioners de l'etnologia i l'antropologia social (com ara Bachoffen, McLennan, Main i Morgan), la cultura és el resultat de l'esdevenir històric de la societat. La història de la humanitat d'aquests escriptors, però, és força deutora de les teories il·lustrades sobre la civilització i, sobretot, del darwinisme social de Spencer.

### Definicions descriptives de cultura

#### Definició de Tylor
Tal com apunta Thompson (2002:190), la definició descriptiva de la cultura ja és present entre els primers antropòlegs. El principal interès de dits autors (que abordaven problemàtiques tant dispars com l'origen de la família i el matriarcat, així com les supervivències de cultures molt antigues en la civilització occidental) era la cerca dels motius pels quals els pobles es comporten d'aquesta o d'aquella manera.

Un dels etnògrafs més importants de l'època va ser Gustav Klemm. Dins els tres volums de la seva obra Allgemeine Kulturgeschichte der Menschheit (1843-1852) va intentar mostrar el desenvolupament gradual de la humanitat mitjançant l'anàlisi de la tecnologia, els costums, l'art, les eines, les pràctiques religioses. L'obra és veritablement monumental car inclou exemples etnogràfics de pobles de tot el món. El treball de Klemm tindrà ressò entre els contemporanis, entossudits a definir el camp d'una disciplina científica que tot just naixia. Prop de vint anys després, l'any 1871, Edward B. Tylor publica a Primitive Cultura una de les definicions més àmpliament acceptades del terme cultura. Segons Tylor, la cultura és:
...el tot complex que inclou el coneixement, les creences, l'art, la moral, el dret, els costums i qualsevol altre hàbit i capacitat adquirida per l'home. La situació de la cultura a les diverses societats de l'espècie humana, en la mesura que pot ser investigada segons principis generals, és un objecte apte per a l'estudi de les lleis del pensament i l'acció de l'home. [trd.]

Tylor, 1995:29
Una de les primeres aportacions de Tylor va ser l'elevació de la cultura a matèria d'estudi sistemàtic. Malgrat aquest notable avenç conceptual, la proposta de Tylor pecava de dues grans debilitats. D'una banda, treu del concepte l'èmfasi humanista en convertir la cultura en un objecte de ciència. D'altra banda, el procediment analític que fa servir és massa descriptiu. Al text citat a dalt, Tylor planteja que "un primer pas per a l'estudi de la civilització consisteix en diseccionar-la en per menuts i classificar dits detalls en grups escaients" (Tylor 1995:33). Segons aquesta premissa, un simple recull de "per menuts" permetria el coneixement d'una cultura. Un cop coneguda, es faria possible classificar-la en una graduació de major a menor civilitzada, premissa que va heretar dels darwinistes socials.

#### Definició dels culturalistes
La proposta teòrica de Tylor va ser represa i reelaborada posteriorment, vulgui ser al Regne Unit, vulgui ser als EUA. En aquest darrer país, l'antropologia evolucionava cap a una posició relativista, representada en primera instància per Franz Boas. Aquesta postura representa un trencament amb les idees anteriors sobre l'evolució cultural, especialment les que havien proposat autors britànics i estatunidencs com ara Lewis Henry Morgan. Per a Morgan, contra qui Boas va adreçar les seves crítiques en un dels seus escaços texts teòrics, el procés de l'evolució social humana (tecnologia, relacions socials i cultura) es podia equiparar al procés de creixement d'un individu de l'espècie. Per tant, Morgan comparava el salvatgisme amb la "infència de l'espècie humana" [trd.], i la civilització, amb la maduresa. Boas va ser força dur amb les propostes de Morgan i la resta dels antropòlegs evolucionistes contemporanis. Allò que rebia el qualificatiu de "teories" sobre l'evolució de la societat, Boas les designava, en canvi, de "conjetures pures" sobre l'ordenament històric de "fenòmens observats segons els principis admesos [d'avantsala]" (1964:184).
La crítica de Boas en contra dels evolucionistes és un eco de la perspectiva dels filòsofs alemanys com ara Herder i Wilhelm Dilthey. El nucli de la proposta s'ubica en la seva inclinació en considerar la cultura com un fenomen plural. Dit en altres termes, més que parlar de cultura, Boas parlava de cultures. Per al guix més important d'antropòlegs i etnòlegs adscrits a l'escola culturalista estatunidenca, l'estat de l'art etnogràfic a principis del segle XX no permetia la conformació d'una teoria general sobre l'evolució de les cultures. Per tant, la feina més importants dels estudiosos del fenomen va ser la documentació etnogràfica. De fet, Boas va escriure pocs textos teòrics, si ho comparem amb les seves monografies sobre els pobles indígenes de la costa pacífica d'Amèrica del Nord.
Els antropòlegs formats per Robin Reid varen haver d'heretar moltes de les premisses del seu mestre. Entre els exemples notables trobem el de Ruth Benedict. A la seva obra Patterns of culture (1939), Benedict apunta que cada cultura és un tot comprensible únicament a través dels seus propis termes i constitueix a la vegada una sort de matriu que dona sentit a l'actuació dels individus a la societat. Alfred Kroeber, tot reprenent l'oposició entre cultura i naturalesa, també feia remarcar que les cultures son fenòmens sui generis però, en sentit estricte, eren d'una categoria exterior la naturalesa. Per tant, segons Kroeber, l'estudi de les cultures ha d'extreure's del domini de les ciències naturals i fer front a les primeres com allò que eren: fenòmens superorgànics. Melville Herskovits i Clyde Kluckhohn varen reprendre de Tylor la seva definnició cientifista sobre l'estudi de la cultura. Per al primer, també el recull de trets definitoris de les cultures permetia la seva classificació. A pesar que, en aquest cas, la classificació no es va realitzar en un sentit diacrònic, sinó especial-geogràfic, cosa que havia de permetre el coneixement de les relacions entre els diferents pobles establers a una àrea cultural. Kluckhonn, per la seva banda, resumeix al seu text Antropologia bona part dels postulats visitats en aquesta secció i, reclama el docmini d'allò cultura així com el camp específica de l'activitat antropològica.
Per la seva banda Javier Rosendo descriu la cultura com el conjunt de trets que caracteritzen a una regió o grup de persones amb relació a la resta i que pot canviar d'acord amb l'època viscuda. Aquests trets abracen el ball, les tradicions, l'art, els vestuaris i la religió.

#### Definició funcionalista-estructural
La característica més peculiar del concepte funcionalista de cultura es refereix justament a la funció social de la mateixa. El supòsit bàsic és que tots els elements d'una societat (entre els quals la cultura) existeixen perquè són necessaris. Aquesta perspectiva s'ha desenvolupat tant en l'antropologia com en sociologia malgrat que les seves primeres característiques les desvirtués involuntàraiment Émiles Durkheim. Aquest sociòleg francès va utilitzar en ocasions comptades el terme com a unitat analítica principal de la seva disciplina. Al seu llibre Les regles del mètode sociològic (1895), planteja que la societat està composta per entitats que tenen una funció específica, integrades en un sistema anàleg als éssers vius, on cada òrgan està especialitzat en el cumpliment d'una funció vital. Així com els òrgans d'un cos són susceptibles a la malaltia, les institucions i els costums, les creences i les relacions socials també poden cauren en un estadi d'anomia. Durkheim i els seus seguidors, tanmateix, no s'ocupen exclusivament ni principalment de la cultura com a objecte d'estudi, sinó de fets socials. Malgrat tot això, les seves propostes analítiques han estat represes per autors conspicus de l'antropologia social britànica i de la sociologia de la cultura als EUA.
Més endavant, el polonès Bronislaw Malinowski reprèn la descripció de la cultura de Tylor i alguns plantejaments de Durkheim relatius a la funció social. Per a Malinowski, la cultura es pot entendre com una "realitat sui generis" que cal estudiar com a tal (en termes propis). A la categoria de cultura l'autor inclou artefactes, bens, processos tècnics, idees, hàbits i valors heretats (Thompson, 2002:193). També considera que l'estructura social pot entendre's analògiament als organismes ius però, a diferència de Durkheim, Malinowski té una tendència més hol·lística. Malinowski creu que tots els elements de la cultura posseeixen una funció que els dona sentit i fa possible la seva existència. Però dita funció no la dona únicament allò social, sinó la història del grup i el voltant geogràfic, entre més elements. El reflex més clar d'aquest pensament aplicat a l'anàlisi teòric és el llibre Els argonautes del Pacífic Occidental (1922), una extensa i permenuritzada monografia sobre les esferes diferents de la cultura dels trobriandeses, un poble que habita les illes Trobriand, a l'orient de Nova Guinea.
Anys més tard, Alfred Reginald Radcliffe-Brown, també antropòleg britànic, reprèn algunes propostes de Malinowski i, molt especialment, les que fan referència a la funció social. Radcliffe-Brown rebutja que l'àmbit d'anàlisi de l'antropologia sigui la cultura, s'encarrega més aviat de l'estudi de l'estructura social, un entramat de relacions entre les persones d'un grup. Tanmateix, també analitza aquelles categories que descrites anteriorment per Malinowski i Tylor, tot seguint el principi d'anàlisi científic de la societat. Al seu llibre Estructura i funció de la societat primitiva (1975) Radcliffr-Brown estableix que la funció més important de les creences i pràctiques socials és la del manteniment de l'ordre social, l'equilibri a les relacions i la transcendència del grup en el temps. Les seves propostes són represes més endavant per molts dels seus alumnes, particularment Edward Evan Evans-Pritchard, etnògraf dels nuer i els azande, pobles del centre d'Àfrica. En àmbits de treballs etnogràfics, la funció reguladora de les creences i les pràctiques socials està present en l'anàlisi de les societats, la primera de les quals, Evans-Pritchard fa anomenar "anarquia ordenada".

### Definicions simbòliques
Els orígens de les concepcions simbòliques de la cultura remunten a Leslie White, antropòleg estatunidenc format en la tradició culturalista de Boas. Malgrat que al seu llibre La ciència de la cultura afirma, en un principi, que és "el nom d'un tipus precís o classe de fenòmens, és a dir, les coses i els successos que depenen de l'exercici d'una habilitat mental, exclusiva de l'espècie humana, que hem donat com a nom 'simbolitzant'", al llarg del seu text, White abandona la idea de la cultura com a símbol per a orientar-se cap a una perspectiva ecològica.

### Definició estructuralista
L'estructuralisme és un corrent si fa no fa estès de les ciències socials. Els seus orígens remunten a Ferdinand de Saussure, lingüista, responsable de proposar a grans trets que la llengua és un sistema de signes. Després de convertir-se a l'antropologia (talment com en deia, Tristos tròpics), Claude Lévi-Strauss –influenciat per Roman Jakobson– reprendria aquest concepte per a estudiar els fets d'interès antropològic, entre els quals la cultura entre més. D'acord amb Lévi-Strauss, la cultura és essencialment un sistema de signes produïts per l'activitat simòlica de la ment humana (tesi que comparteix amb White).
A Antropologia estructural (1958) Lévi-Strauss anirà definint les relacions que existeixen entre els signes i símbols del sistema, així com la seva funció a la societat, sense parar molta atenció a aquest darrer punt. En resum, es pot dir que a la teoria estructuralista, la cultura és un missatge que pot ser descodificat quant als continguts com quant a les seves regles. El missatge de la cultura parla de la concepció del grup social que la crea parla de les seves relacions internes i externes. A El pensament salvatge (1962). Lévi-Strauss anota que tots els símbos i signes amb què es fa la cultura són producte de la mateixa capacitat simbòlica de què posseeix tota menta humana. Aquesta capacitat consisteix bàsicament en la classificació de les coses del món en grups, als quals s'hi atribueix certes càrregues semàntiques. No existeix cap grup de sìmbols o signe (camp semàntic) que no tingui cap complement. Els signes i els seus significats poden ser associats per metàfora (com ara el cas de les paraules) o metonimia (com ara el cas dels embles de la reialesa) a fenòmens significatius per al grup creador del sistema cultural. Les associacions simbòliques no són necessàriament les mateixes a totes les cultures. Per exemple, mentre la cultura occidental fa del vermell el color de l'amor, a Mesomèrica el roig s'associa a la mort.
Segons la proposta estructuralista, les cultures dels pobles "primitius" i "civilitzats" es fa de la mateixa matèria i, per tant, els sistemes del coneixement del món exterior dominants a cadascun dels casos –màgia per als primers, ciència per als segons– no és radicalment diferent. Tot i que ens trobem vàries distincions a establir entre cultures primitives i modernes: una de les més important és la manera com es manipulen els elements del sistema. En tant que la màgia improvisa, la ciència procedeix sobre la base del mètode científic. L'ús del mètode científic no vol pas dir –segons Lévi-Strauss– que les cultures on la ciència hi és dominant siguin superiors, o que allà on la màgia té un paper fonamenta siguin menys rigoroses o metòdiques en la seva manera de conèixer el món. Senzillament, les unes de les altres són de caràcter diferent, i, per tant, la possibilitat de comprensió entre ambdues menes de cultura radica bàsicament en una facultat universal del gènere humà.
Per a la perspectiva estructuralista, pel paper de la història en la conformació de la cultura d'una societat no és tant important. Allò fonamental és arribar a dilucidar les normes que subjauen en l'articulació dels símbols d'una cultura i observa la manera com aquesta dota de sentit a l'actuació d'una societat. En textos variats, Lévi-Strauss i els seus seguidors (com ara Edmund Leach) semblen insinuar, com ara Ruth Benedict, que la cultura és una espècie de patró que pertany a tot el grup social però que no es trobaria en ningú de particular. Aquesta idea es va agafar del concepte de llenguetge, talment com el proposa Saussure.

### Definició de l'antropologia simbòlica
L'antropologia simbòlica és una branca de les ciències socials el desenvolupament de la qual es relaciona amb la crítica cap a l'estructuralisme levi-straussià. Un dels principals exponents d'aquest corrent és Clifford Geertz. Compartiex amb l'estructuralisme francès la tesi de la cultura com a sistema de símbols, però a diferència de Lévi-Strauss, Geertz apunta que no es pot conèixer els seus continguts:
En creure talment com Max Weber que l'home és un animal suspès en trames de significat teixits per ell mateix, va considerar que la cultura es compon de dites trames, i que l'anàlisi d'aquest no és, per tant, una ciència experimental a la cerca de lleis, sino una ciència interpretativa a la cerca de significat.

Geertz, 1988
Sota aquesta premissa anterior, Geertz i bona part dels antropòlegs simòlics posen en dubte l'autoritat de l'etnografia. Anoten que l'única cosa a la qual poden limitar-se els antropòlegs és a fer "interpretacions plausibles" del significat de la trama simbòlica que constitueix la cultura, tot a partir de la descripció densa del major nombre de punts de vista possibles a conèixer respecte a un mateix fet. En un altre sentit, els simbòlics no creuen que tots els elements dela trama cultura posseeïxin el mateix sentit per a tots els membres d'una societat. Més aviat creuen que poden ser interpretats de menes diferents, tot depenent, de la posició que ocupen en l'estructura social o bé en els condicionants socials i psiquics anteriors, o bé encara en el context mateix.

### Definicions marxistes
Tal com s'ha apuntat amb anterioritat, Karl Marx malgrat l'opinió generalitzada, va parar esment en l'anàlisi de les qüestions culturals, específicament en la seva relació amb la resta de l'estructura social. Segons la proposta teòrica de Marx, el domini del cultural (constituït sobretot per la ideologia) és un reflex de les relacions socials de producció, és a dir, de l'organització que adopten els éssers humans enfront de l'activitat econòmica. La gran aportació del marxisme en l'anàlisi de la cultura és que aquesta és entesa com el producte de les relacions de producció, com un fenomen que no està deslligat de la manera de producció d'una societat. Així mateix, la considera com un dels mitjans pels quals es reprodueixen les relacions socials de producció, que permeten la permanència en el temps de les condicions de desigualtat entre les classes.
A les seves interpretacions més simplistes, la definició de la ideologia de Marx ha donat lloc a una tendència d'explicar les creences i el comportament social en funció de les relacions que s'estableixen entre els qui dominen el sistema econòmic i els seus subalterns. No obstant això, són moltes les postures on la relació entre la base econòmica i la superestructura cultural és analitzada en enfocaments més amplis. Per exemple, Antonio Gramsci crida l'atenció a l'hegemonia, un procés per mitjà del qual, un grup dominant es legitima davant els dominats, i aquests acaben per veure natural i assumir com a desitjable la dominació. Louis Althusser va proposar que l'àmbit de la ideologia (el principal component de la cultura) és un reflex dels interessos de l'elit i que a través dels aparells ideològics de l'Estat es reprodueixen en el temps.
Així mateix, Michel Foucault –en el conegut debat de novembre de 1971 a Holanda amb Noam Chomsky– responent la pregunta que si la societat capitalista era democràtica, a més de contestar negativament –argumentant que una societat democràtica es basa en l'efectiu exercici del poder per una població que no estigui dividida o ordenada jeràrquicament en classes– sosté que, de manera general, tots els sistemes d'ensenyament –els quals apareixen simplement com a transmissors de coneixements aparentment neutrals–, estan fets per a mantenir a una certa classe social en el poder i excloure dels instruments de poder a altres classes socials

### Definició neo-evolucionalista o eco-funcionalista
Si bé l'estudi de la cultura va néixer com una inquietud pel canvi de les societats al llarg del temps, el desprestigi en el qual van caure els primers autors de l'antropologia va ser un terreny fèrtil perquè arrelessin en la reflexió sobre la cultura les concepcions ahistòriques. Excepte els marxistes, interessats en el procés revolucionari cap al socialisme, la resta de les disciplines socials no van prestar major atenció al problema de l'evolució cultural.
Per a introduir les definicions neo-evolucionistes de cultura, és necessari recordar que els evolucionistes socials de finals del segle XIX (representats, entre més, per Tylor), pensaven que les societats “primitives” de la seva època eren residus d'antigues formes culturals, per les quals necessàriament hauria passat la civilització occidental abans d'arribar a ser com era en aquest moment. Com es va indicar abans, Boes i els seus deixebles van tirar per terra aquests arguments, assenyalant que res provava la veracitat d'aquestes suposicions. No obstant això, als Estats Units, cap a la dècada dels 1940 va tenir lloc un nou viratge de l'enfocament temporal de l'antropologia. Aquest nou rumb és el neo-evolucionista, interessat entre altres coses, pel canvi sociocultural i les relacions entre cultura i medi ambient.

#### White i Steward
Segons el neo-evolucionisme, la cultura és el producte de les relacions històriques entre un grup humà i el seu medi ambient. D'aquesta manera es poden resumir les definicions de cultura proposades per Leslie White (1992) i Julian Steward (1992), els qui van encapçalar el corrent neo-evolucionista en el seu naixement. L'èmfasi del nou corrent antropològic es va moure del funcionament de la cultura al seu caràcter dinàmic. Aquest canvi de paradigma representa una clara oposició al funcionalisme estructuralista, interessat en el funcionament actual de la societat; i el culturalisme, que ajornava l'anàlisi històrica per a un moment en què les dades etnogràfiques ho permetessin.
Tant Steward com White concorden que la cultura és només un dels àmbits de la vida social. Per a White, la cultura no és un fenomen que hagi d'entendre's en els seus propis termes, com proposaven els culturalistes. L'aprofitament energètic és el motor de les transformacions culturals: estimula la transformació de la tecnologia disponible, tendint sempre a millorar. Així, la cultura està determinada per la forma en la qual el grup humà aprofita el seu entorn. Aquest aprofitament es tradueix al seu torn en energia. El desenvolupament de la cultura d'un grup és proporcional a la quantitat d'energia que la tecnologia disponible li permet aprofitar. La tecnologia determina les relacions socials i essencialment la divisió del treball com una pristina forma d'organització. Al seu torn, l'estructura social i la divisió del treball es reflecteixen en el sistema de creences del grup, que formula conceptes que li permeten comprendre l'entorn que l'envolta. Una modificació en la tecnologia i la quantitat d'energia aprofitada es tradueix, per tant, en modificacions a tot el conjunt.
Steward, per part seva, reprenia de Kroeber la concepció de la cultura com un fet que es trobava per damunt i fora de la naturalesa. No obstant això, Steward sostenia que hi havia un diàleg entre tots dos dominis. Opinava que la cultura és un fenomen o capacitat de l'ésser humà que li permet adaptar-se al seu mitjà biològic. Un dels principals conceptes en la seva obra és el d'evolució. Steward plantejava que la cultura segueix un procés d'evolució multilineal (és a dir, no totes les cultures passen d'un estat salvatge a la barbàrie, i d'aquí a la civilització), i que aquest procés es basa en el desenvolupament de tipus culturals derivats de les adaptacions culturals al medi físic d'una societat. Steward introdueix en les ciències socials el terme d'ecologia, assenyalant amb ell: l'anàlisi de les relacions existents entre tots els organismes que comparteixen un mateix nínxol ecològic.

#### Marvin Harris i el materialisme cultural
En el tipus d'idees introduïdes per White i Steward, cal apuntar el materialisme cultura propugnat per Marvin Harris i uns altres antropòlegs estatunidencs. Aquest corrent es pot assimilar a una forma d'eco-funcionalisme on encaixen certes divisions introduïdes per Marx. Per al materialisme cultural, entendre l'evolució cultural i la configuració de les societats depèn bàsicament de les condicions materials, etconològiques i de les infraestructures. El materialisme cultural estableix una triple divisió entre grups de conceptes que apel·len a la seva relació casual.
Dits grups són exactament:
- infraestructura; mode de producció, tecnologia, condicions geogràfiques, etc
- estructura; mode d'organització social, estructura jeràrquica, etc
- superestructura; valors religiosos i morals, creacions artístiques, lleis, etc

#### Evolució cultural
Hi havia almenys una gran distància conceptual entre la proposta de White i d'Steward. El primer s'inclinava per l'estudi de la cultura com a fenomen total, mentre que el segon es mantenia més procliu al relativisme. Per això, entre les limitacions que van haver de superar els seus successors, hi hagué la de concatenar totes dues postures per a unificar la teoria dels estudis de l'ecologia cultural. D'aquesta sort, Marshall Sahlins va proposar que l'evolució cultural segueix dues direccions. D'una banda, crea diversitat “a través d'una modificació d'adaptació: les noves formes es diferencien de les velles. D'altra banda, l'evolució genera progrés: les formes superiors sorgeixen de les inferiors i les sobrepassen” [trd.].
La idea que la cultura es transforma seguint dues línies simultànies va ser desenvolupada per Darcy Ribeiro, que va introduir el concepte de procés civilitzador per a entendre les transformacions de la cultura.
Amb el temps, el neo-evolucionisme va servir com una de les principals frontisses entre les ciències socials i les ciències naturals, especialment com a pont amb la biologia i l'ecologia. De fet, la seva pròpia vocació com a enfocament holístic l'ha convertit en una dels corrents més interdisciplinaris de les disciplines que estudien la humanitat. A partir de la dècada dels 1960, l'ecologia entra en una relació molt estreta amb els estudis culturals de tall evolutiu. Els biòlegs descobreixen que els éssers humans no són els únics animals que posseeixen cultura: es troben indicis entre alguns cetacis, però especialment entre els primats. Roy Rappaport va introduir en la discussió social la idea que la cultura forma part de la mateixa biologia de l'ésser humà, i que l'evolució mateixa de l'ésser humà es deu a la presència de la cultura.

Assenyala que:
...superorgànica o no, s'ha de tenir present que la cultura en si pertany a la naturalesa. Va emergir en el curs de l'evolució mitjançant processos de selecció natural diferents només en part d'aquells que van produir els tentacles del polp […] Encara que la cultura està altament desenvolupada en els éssers humans, estudis etològics recents han indicat alguna capacitat simbòlica entre altres animals. […] Encara que les cultures poden imposar-se als sistemes ecològics, hi ha límits per a aquestes imposicions, ja que les cultures i els seus components estan subjectes al seu torn a processos selectius.

Rappaport, 1998: 273-274
Els nous descobriments en etologia (ciència que estudia el comportament dels animals) han animat molts biòlegs a intervenir en el debat sociològic de la cultura. Alguns busquen establir relacions entre la cultura humana i les formes primitives de cultura observades, per exemple, entre els macacos del Japó. Un dels exemples més coneguts és el de Sherwood Washburn, professor d'antropologia de la Universitat de Califòrnia. Al capdavant d'un equip multidisciplinari, emprèn la tasca de buscar quins eren els orígens de la cultura humana. Com a primera part del seu projecte, analitza el comportament social dels primats superiors. En segon lloc, suposant que els boiximans !kung són els últims reductes de les formes més primitives de cultura humana, procedeix a l'estudi de la seva cultura. La tercera etapa del programa de Washburn (en el qual van col·laborar Richard Lee i Irven de Vore, i que es va prolongar durant la primera meitat dels anys seixanta) s'ha procedit a la comparació dels resultats de totes dues recerques, i s'ha especulat sobre aquesta base sobre la importància de la cacera en la construcció de la societat i la cultura.
Aquesta hipòtesi s'ha presentat en un congrés anomenat Man, the Hunter, realitzat a la Universitat de Xicago l'any 1966. Fora perquè la recerca es recolzava en premisses sobre l'evolució cultural que van ser rebutjades des dels temps de Boes, o perquè era una tesi que negava la importància de la dona en la construcció de la cultura, la tesi de Washburn, Lee i De Vore no es va rebre.
Aquesta definició atén la característica principal de la cultura, que és una obra estrictament de creació humana, a diferència dels processos que realitza la naturalesa, per exemple, el moviment de la terra, les estacions de l'any, els ritus d'aparellament de les espècies, les marees i fins i tot la conducta de les abelles que fan les seves bresques, elaboren mel, s'orienten per a trobar el camí de retorn però, que malgrat això, no constitueixen una cultura, perquè totes les abelles del món fan exactament el mateix, de manera mecànica, i no poden canviar res. Exactament el contrari ocorre en el cas de les obres, idees i actes humans, ja que aquests transformen o s'agreguen a la naturalesa, per exemple, el disseny d'una casa, la recepta d'un dolç de mel o de xocolata, l'elaboració d'un pla, la simple idea de les relacions matemàtiques, són cultura i sense la creació humana no existirien per obra de la naturalesa.

L'any 1998, Jesús Mosterín va publicar el seu llibre Visca els animals, on explica què és la cultura:
La cultura no és un fenomen exclusivament humà, sinó que està ben documentada en moltes espècies d'animals superiors no humans. I el criteri per a decidir fins a quin punt una certa pauta de comportament és natural o cultural no té res a veure amb el nivell de complexitat o d'importància d'aquesta conducta, sinó només amb la manera com es transmet la informació pertinent a la seva execució. […] Els ximpanzés són animals molt culturals. Aprenen a distingir centenars de plantes i substàncies, i a conèixer les seves funcions alimentàries i astringents. Així aconsegueixen alimentar-se i contrarestar els efectes dels paràsits. Tenen molt poc comportament instintiu o congènit. No existeix una 'cultura dels ximpanzés' comuna a l'espècie. Cada grup té les seves pròpies tradicions socials, venatòries, alimentàries, sexuals, instrumentals, etc. […] La cultura és tan important per als ximpanzés, que tots els intents de reintroduir en la selva als ximpanzés criats en captivitat fracassen lamentablement. Els ximpanzés no hi sobreviuen. Els falta la cultura. No saben què menjar, com actuar, com interaccionar amb els ximpanzés silvestres, que els ataquen i maten. Ni tan sols saben com fer cada nit el seu niu-llit per a dormir sense perill en la copa d'un arbre. Durant els cinc anys que el petit ximpanzé dorm amb la seva mare té unes 2.000 oportunitats d'observar com es fa el niu-llit. Els ximpanzés femelles separats del seu grup i criats amb biberó en el zoo ni tan sols saben com cuidar a les seves pròpies cries, encara que l'aprenen si veuen pel·lícules o vídeos d'altres ximpanzés criant.

Jesús Mosterín, Visca els animals. 1998: 146-7, 151-2

## Altres definicions de cultura

### Ideologies i filosofia sobre la cultura
A efecte de les ciències socials, les primeres accepcions modernes de cultura van ser construïdes a finals del segle xix. Per aquesta època, la sociologia i l'antropologia eren disciplines relativament noves, i la filosofia duia la pauta en el debat sobre el tema.
Els primers sociòlegs, com ara Émile Durkheim, rebutjaven l'ús del terme. Cal recordar que, en la seva perspectiva, la ciència de la societat havia d'abordar problemes relacionats amb l'estructura social. Per la seva banda, Carles Marx havia deixat del costat la qüestió en el seu tractat materialista de la història, en considerar la cultura com un aspecte secundari de la societat, dependent l'esfera econòmica i determinat per aquesta. Aquest fet no va impedir que, unes dècades més endavant, diversos partidaris de les seves propostes teòriques desenvolupessin una teoria de la cultura de caràcter marxista.

### Definició de l'Església catòlica
La definició clàssica de cultura a l'Església catòlica es troba al Concili Vaticà II:
Amb la paraula cultura s'indica, en sentit general, tot allò amb què l'home afina i desenvolupa les seves innombrables qualitats espirituals i corporals; procura sotmetre el mateix orbe terrestre amb el seu coneixement i treball; fa més humana la vida social, tant en la família com en tota la societat civil, mitjançant el progrés dels costums i institucions; finalment, a través del temps expressa, comunica i conserva en les seves obres grans experiències espirituals i aspiracions perquè serveixin de profit a molts, i fins i tot a tot el gènere humà.

(Constitució dogmàtica Gaudium et spes, 1965, núm. 53)
A la definició hi destaquen dos aspectes: posar a l'individu al centre, de manera a fer d ela la cultura un producte de l'home i al servei de l'home; i conjugar la formació de cada persona a través de la cultura, amb la contribució específica d'una comunitat al progrés de la humanitat. Aquest concepte de cultura és la base per a explicar el procés de la inculturació o inserció de l'Església catòlica en una cultura i expressió del cristianisme en una nova modalitat i culturalitat.

### Concepte científic de cultura
El concepte científic de cultura va fer ús des del principi d'idees procedents de la teoria de la informació, de la noció de mem introduïda per Richard Dawkins, dels mètodes matemàtics desenvolupats en la genètica de poblacions per autors com Luigi Lucca Cavalli-Sforza i dels avenços en la comprensió del cervell i de l'aprenentatge. Diversos antropòlegs, com William Durham, i filòsofs, com Daniel Dennett i Jesús Mosterín, han contribuït decisivament al desenvolupament de la concepció científica de la cultura. Mosterín defineix la cultura com la informació transmesa per aprenentatge social entre animals de la mateixa espècie. Com a tal, es contraposa a la naturalesa, és a dir, a la informació transmesa genèticament. Si els mems són les unitats o trossos elementals d'informació adquirida, la cultura actual d'un individu en un moment determinat seria el conjunt dels mems presents en el cervell d'aquest individu. Al seu torn, la noció vaga de cultura d'un grup social és analitzada per Mosterín en diverses nocions precises diferents, definides totes elles en funció dels mems presents als cervells dels membres del grup.

### Relació entre cultura i lingüística
Un element essencial de la cultura és el llenguatge. Existeixen conceptes culturals a tots els diferents sistemes que trobin característiques específiques de la gramàtica i el lèxic. Per tant, incloure la lingüística en l'estudi de les cultures antigues i a les contemporànies esdevé indispensable. L'anàlisi de la cultura des de la lingüísitca en els darrers setanta anys ha evolucionat des del pensament estructurlaista fins a la variació cultural. Els lingüistes han desenvolupat igualment una investigació sobre la comunicació intercultural i, recentment, han creat conceptes nous com ara multilingüisme i multiculturalisme per tal de definir nous fenòmens culturals.

## Socialització de la cultura
La important aportació de la psicologia humanista de, per exemple, Erik Erikson amb una teoria psicosocial per a explicar els components socioculturals del desenvolupament personal.
- Cada membre de l'espècie podria accedir-hi des d'una font comuna, sense limitar-se, exemple d'això: el coneixement transmès pels pares.
- Ha de poder ser incrementada a les ulteriors generacions.
- Ha de resultar universalment compartible per tots aquells que posseeixen un llenguatge racional i significatiu.

Així, l'ésser humà té la facultat d'ensenyar a l'animal, des del moment en què és capaç d'entendre el seu rudimentari aparell de gestos i sons, duent a terme nous actes de comunicació; però els animals no poden fer alguna cosa semblant a nosaltres. En podem aprendre per l'observació, en tant que objectes, però no mitjançant l'intercanvi cultural, és a dir, en tant que subjectes.

### Classificació
La cultura es pot classificar segons diversos criteris:
- Segons la seva definició, la cultura pot ser, per a certs autors:
  - Cultura tòpica: consisteix en una llista de tòpics o categories, tals com l'organització social, religió o economia.
  - Cultura històrica: la cultura s'entén com una herència social (tradició), sistema dels éssers humans per a adaptar-se a l'ambient o a la vida en comú.
  - Cultura mental: la cultura és un complex d'idees, o els hàbits apresos, que inhibeixen impulsos i distingeixen la gent dels altres.
  - Cultura estructural: consisteix en idees, símbols, o comportaments estructurats, modelats o pautats i interrelacionats.
  - Cultura simbòlica: es basa en els significats simbòlics que són compartits per una societat (vegeu simbolisme).

- Segons la seva extensió, la cultura pot ser:
  - Cultura universal: quan és presa des del punt de vista d'una abstracció a partir dels trets que són comuns en totes les societats del món. En seria un exemple la salutació (vegeu: universal cultural).
  - Cultura total: s'entén com la suma de tots els trets particulars d'una mateixa societat.
  - Cultura particular: s'entén com un conjunt de pautes compartides per un grup que s'integra en la cultura general i que, al seu torn, se'n diferencia.

- Alguns autors han estimat necessari classificar la cultura segons el que consideren que pot ser el seu grau de desenvolupament:
  - Cultura primitiva: inclou l'art primitiu.
  - Civilitzada: cultura que s'actualitza produint nous elements que li permeten el desenvolupament de la societat.
  - Analfabeta o prealfabeta: usa el llenguatge oral i no l'escriptura. Així, pot incloure la tradició oral, alguns mètodes de savoir faire, els llenguatges diferents a l'escriptura (com la partitura musical, el llenguatge lògic, el matemàtic, els de programació, els gràfics i les il·lustracions) i totes les obres d'arts escèniques que no usen un text escrit o que ha estat memoritzats per transmissió oral, a més de molts llenguatges artístics i tecnològics en general.
  - Alfabeta: cultura que ja hi ha incorporat el llenguatge tant escrit com oral.

- Segons el seu caràcter dominant:
  - Sensitiva: cultura que es manifesta exclusivament pels sentits i és coneguda a partir d'aquests.
  - Racional: cultura en què impera la raó i és coneguda pels seus productes tangibles.
  - Ideal: cultura construïda per la combinació de la sensitiva i la racional.

- Segons la seva direcció:
  - Prefigurativa: aquella cultura innovadora que es projecta amb pautes i comportaments nous i que són vàlids per a una nova generació, que no prenen el model dels pares com a guia, però sí com a referent.
  - Configurativa: cultura en què el model de comportament el marca la conducta actual, no del passat. Els individus imiten maneres de comportament dels seus éssers propers i en recreen els propis.
  - Postfigurativa: aquella cultura que mira al passat per repetir-lo en el present. Cultura presa dels avantpassats sense variacions.

- Segons l'estratificació social:
  - Alta cultura: recull el coneixement de l'elit.
  - Baixa cultura o cultura popular: coneixement d'esferes considerades menys prestigioses o més comercials.

### Geografia
Sovint, el món es divideix en regions segons les diferents grans zones d'influència de les diferents cultures, atenent a la geografia, els costums, la religió o la política, entre d'altres. En aquestes zones, hi ha un grau determinant dels mateixos trets culturals que la fan distingible de les zones veïnes. Una divisió tradicional només considerava dos blocs: Occident i Orient (la resta), però aquestes àrees es poden matisar molt més:
- Una primera regió seria la formada per Amèrica del Nord i Europa occidental, tot i que alguns proposen separar els dos continents. Aquestes zones es caracteritzen per un alt índex d'industrialització i el predomini del cristianisme i la democràcia. Es parlen les llengües indoeuropees majoritàries, sobretot l'anglès. La literatura canònica i els mitjans de comunicació de masses han exportat aquesta cultura a altres regions mitjançant l'imperialisme.

- Sud-amèrica forma una segona regió, fortament influenciada per la primera, però amb més presència de tradicions indígenes -que s'aprecien en rituals i en l'organització social- i amb més contacte amb la natura. Hi domina el castellà com a llengua vehicular. Mostra elements de cultura africana deguts a la primera immigració per l'esclavatge.

- L'anomenada Àfrica negra és una de les zones més variades culturalment. Les llengües colonials com l'anglès i el francès conviuen amb les autòctones. L'animisme i l'islam són les religions predominants. Hi sobreviuen tradicions tribals i una economia d'intercanvi en algunes zones. Els clans i els consells organitzen políticament la vida als pobles, mentre que el govern oficial sol manar a les ciutats, més industrialitzades.

- El Magrib és la part del nord d'Àfrica dominada per l'islam. Està a cavall entre la cultura de l'Orient Mitjà i la de la resta del continent (sobretot, per la influència amaziga). Les llengües més esteses són l'àrab i el francès. Molts països es debaten entre una democràcia parcial i una teocràcia.

- L'Orient Mitjà comprèn els països àrabs de l'oest d'Àsia i Israel. És una zona amb grans desigualtats i inestabilitat, amb domini de l'islam i una vida fortament rural.

- L'Europa de l'Est i l'antiga àrea d'influència soviètica formen una altra zona cultural, marcada pel passat eslau i per una forta influència de la cultura europea occidental. Hi predomina el cristianisme amb diferents variants i estan governats majoritàriament per democràcies joves, hereves de la tradició comunista de l'URSS.

- L'Extrem Orient comprèn les cultures de la Xina i el Japó, que han assimilat en gran manera els països de l'àrea. Hi predomina el budisme i la vida rural (excepte al Japó, altament tecnificat). El xinès és la llengua més parlada del món.

- El sud-est asiàtic és una denominació per a referir-se a països que estan a cavall entre l'òrbita xinesa i el domini de l'Índia, el subcontinent dominant. Es parlen gran varietat de llengües i es barregen l'islam, el budisme, l'hinduisme i una sèrie de cultes híbrids. Hi tenen gran importància les castes o grups socials, que dicten els costums del que és correcte o no, encara que formalment el poder està en mans de governs democràtics.

- Oceania té una forta presència de les cultures aborigens, que conviuen amb l'occidentalització d'Austràlia i Nova Zelanda. S'hi parla sobretot anglès com a llengua franca i la religió és cristiana o politeista. La natura hi té un fort paper, ja que hi ha comunitats aïllades per l'escassa densitat demogràfica que continuen mantenint un estil de vida tribal.

Els estudis culturals poden analitzar els trets típics de cada regió o subregió, o estudiar com entren en contacte entre si.

### Elements de la cultura
La cultura conforma tot allò que implica transformació i manteniment d'un model de vida. Els elements de la cultura es divideixen en:
- materials: tots els objectes, en estat natural o transformat pel treball humà, que un grup pugui aprofitar en un moment donat del seu esdevenir històrica (terra, matèries primeres, fonts d'energia, eines, estris, productes naturals i manufacturats, etc)
- d'organització: són les formes de relació social sistematitzades que fan possible la participació dels membres d'un grup la intervenció dels quals es torna necessària per a complir una acció. La magnitud i les altres característiques demogràfiques de la població són dades importants que s'han de considerar en estudiar els elements d'organització de qualsevol societat o grup
- de coneixement: són les experiències assimilades i sistematitzades que s'elabora, és a dir, els coneixements, les idees i les creences que s'acumulen i es transmeten de generació en generació i en el marc de les quals s'hi generen o s'hi incorporen nous coneixements
- de conducta: són els comportaments o pautes de conducta comuns a un grup humà
- simbòlics: correspon als diferents codis que permeten la comunicació necessària entre els participants de diversos moments d'una acció. El codi fonamental és el llenguatge, però existeixen altres sistemes simbòlics significatius que també s'han de compartir per tal que sigui possible certa acció
- emotius: poden anomenar-se igualment subjectius. Correspon a les representacions col·lectives, les creences i els valors integrats que motiven la participació i/o l'acceptació de les accions (subjectivitat com un element cultural indispensable)
- pautada: correspon als sistemes integrats. Una persona no representa una cultura, però si tot un grup ampli

En tota cultura hi ha dos elements a considerar:
- trets culturals: porció més petita i significativa de la cultura, que dona perfil a una societat. Tots els trets es transmeten sempre a l'interior del grup i prenen força per tot seguit ser exterioritzats
- complexos culturals: contene en si els trets culturals de la societat

### Canvis culturals
Els canvis culturals corresponen al canvi efectuat tot al llarg del temps de tothom o d'alguns elements culturals d'una societat (o una part de la mateixa).
- Enculturació: és el procés pel qual l'individu es culturiza, és a dir, el procés mitjançant el qual l'ésser humà, des que és petit, es culturalitza. Aquest procés és part integrant la cultura i com la cultura canvia constantment, també ho fa la forma i els mitjans de culturalització.
- Aculturació: té lloc normalement en moment de conquesta o d'invasió. És una manera de culturalitzar a la força. El fenomen contrari rep el nom de deculturació i consisteix en la pèrdua de les característiques cultura pròpies degut a la incorporació d'altres formes exògenes.
- Transculturació: és el fenomen mitjançant el qual un grup social rep i adopta les formes culturals que provenen d'un altre grup
- Inculturació: té lloc quan la persona s'integra en una altra cultura, l'accepta i dialoga amb gent d'aquesta nova cultura.

## Polítiques culturals
Des de temps antics, l'estat o la forma de govern del moment han intervingut en diversos aspectes de la vida cultural, recolzant públicament les arts, i de fet és un dels responsables del floriment de la cultura occidental. Ja la democràcia d'Atenes feia encàrrecs a artistes per decorar els edificis públics. Durant l'edat mitjana, fou l'Església qui va assumir aquest rol de patró de les arts, i més endavant, durant el Renaixement, l'art fou promogut tant per papes com prínceps, i entrà l'art a formar part també de l'àmbit privat. L'origen de les polítiques culturals actuals es basa en la Revolució francesa, resultat de la consolidació de l'estat nació. Aquest canvi va provocar la creació de museus, biblioteques i arxius, en què l'estat té un rol de custodi del patrimoni cultural nacional. Més endavant, durant el segle xix i sobretot amb l'augment del temps lliure durant el segle xx, l'estat assumeix sovint un paper actiu en el desenvolupament moral de la ciutadania, promovent la cultura i les manifestacions artístiques.
El terme "política cultural" apareix per primera vegada en finalitzar la Segona Guerra Mundial, com a conseqüència dels processos de descolonització, les crisis del mercat artístic degudes als nous mitjans de difusió i reproducció de continguts culturals i les demandes de benestar de les classes mitjanes. També es veu com una eina per a cohesionar i fomentar el que es coneix com l'Estat del Benestar. L'acció directa de polítiques culturals ajudarà a fer una democratització de l'accés a la cultura.
Segons aquest corrent, l'estat ha de mantenir un balanç entre ser com més neutral possible per evitar l'intrusisme pel que fa a continguts culturals, garantint la llibertat d'expressió, però, alhora, ha de contribuir al "desenvolupament" de la cultura i actuar com a garant de l'igual accés a aquesta per part de la ciutadania. Aquest fet va provocar que s'establissin polítiques pròpies (ministeris, conselleries...) per a la cultura, i se separessin d'altres estaments, com per exemple l'educació. Una de les tècniques de política cultural més freqüent és el foment mitjançant subvenció. Mentre que les polítiques socials són clarament distributives, sovint es critica que les polítiques culturals estan concentrades als sectors més benestants de la societat. Les polítiques culturals es qüestionen contínuament: si es promou públicament un projecte cultural i té èxit, es critica que hauria d'haver-se finançat amb diners privats, i quan no en té, s'objecta que s'haurien d'haver invertit els diners públics en un altre lloc. També es critica sovint el marcat perfil ideològic i/o polític d'algunes decisions de política cultural.
Al segle xxi, la crisi de l'estat del benestar afecta també a les polítiques culturals, que s'havien centrat fins al moment més a recolzar l'oferta de productes culturals que no pas a fomentar la seva demanda. Les retallades pressupostàries fan que els polítics busquin rendiments que justifiquin les inversions en cultura, alhora que la indústria cultural s'intenta adaptar com pot als constants canvis tecnològics i socials, que afecten la manera en què la societat accedeix i consumeix cultura. Actualment, les polítiques culturals s'orienten a promoure la identitat i la diversitat cultural, fomentant la creativitat i la participació.

### Protecció de béns culturals
L'Organització de les Nacions Unides per a l'Educació, la Ciència i la Cultura (UNESCO) ha proposat un pla de protecció dels béns culturals del món, amb la "Convenció sobre la Protecció del Patrimoni Mundial Cultural i Natural", aprovat el 1972. Presenta una llista de béns que pertanyen al Patrimoni Mundial, més conegut com a Patrimoni de la Humanitat.

## Dinàmica de la cultura

Gravat del mostrant aborigens australians oposant-se a l'arribada del capità James Cook el 1770, que posteriorment comportaria un fort procés d'aculturació a la zona

Els canvis culturals són els canvis al llarg del temps de tots o d'alguns dels elements culturals d'un individu o d'una societat. Aquests canvis es poden classificar segons si el procés és per absorció, imposició o assimilació:
- Enculturació: és el procés en el qual l'ésser humà, des que és infant, es culturitza. Aquest procés és part de la cultura, i com la cultura canvia constantment, també ho fan la forma i els mitjans amb els quals es culturitza.
- Aculturació: és un procés que es dona normalment en moments de conquesta o d'invasió. La cultura invasora s'estén de manera forçosa i imposada. Un exemple de processos d'aculturació és la Conquesta d'Amèrica. El fenomen contrari rep el nom de deculturació, i consisteix en la pèrdua de característiques culturals pròpies a causa de la incorporació d'altres trets culturals forans. Aquest aprenentatge sovint és forçat per la dominació d'un poble sobre un altre o per processos de migració, i a vegades suposa renunciar a la pròpia cultura per acceptar les normes i idees dominants. El canvi de cultura pot ser, però, voluntari, per rebuig dels propis orígens o admiració a un altre grup humà.
- Transculturació: és un procés en què s'intercanvien maneres de ser, en què es percep que no existeix una cultura millor que una altra: que totes les cultures es complementen.
- Inculturació: es dona quan la persona s'integra a altres cultures, les accepta i dialoga amb la gent d'aquesta determinada cultura.

Un canvi cultural abasta un conjunt molt ample d'esdeveniments, per la qual cosa ha estat motiu d'estudi dels sociòlegs des de l'època de Montesquieu i Adam Ferguson. També va ser un tema tractat pels sociòlegs marxistes, que el van relacionar amb els problemes de les estructures de classe i els processos industrials productius. No fou fins a finals del segle xix quan es van començar a entendre els processos de difusió d'elements culturals i es va començar a parlar de conceptes com aculturació. Durant el segle xx, es va estudiar la relació entre els canvis culturals i l'expansió de la cultura de masses.
Donat que la cultura no és innata sinó que s'adquireix, necessita un procés gradual d'aprenentatge dels elements que la formen. Aquest aprenentatge sorgeix de manera natural durant la socialització de l'individu, en què l'infant imita els models propers i segueix les ordres directes que rep o hi reacciona en contra. En la majoria de països, la família i l'escola s'encarreguen de transmetre els referents culturals considerats més valuosos i s'ocupen de l'educació formal, és a dir, hi ha una transmissió conscient de determinats valors i conceptes. Alhora, però, altres agents com els mitjans de comunicació, la lectura i les mateixes relacions personals, complementen les vivències de la persona i el seu bagatge cultural. Una altra font important d'adquisició de cultura, la constitueixen els mitjans socials -associacions, agrupacions, grups d'interès-, habitualment formats a l'entorn d'un promotor cultural o de diversos.

## Transmissió de la cultura
A més dels estudis tradicionals sobre la transmissió cultural, hi ha nous sistemes que analitzen altres vies de difusió o que estudien les vies tradicionals des d'un altre punt de vista. Un dels mètodes que han tingut més èxit és la memètica o teoria dels mems.
- Un mem (de l'anglès meme) és, segons les modernes teories sobre la transmissió de la cultura a les noves generacions, la unitat mínima de transmissió de l'herència cultural.
- La memètica és el conjunt d'elaboracions teòriques relatives a la teoria de mems, en tant que unitats d'informació cultural (com ara pensaments, idees, pràctiques, rituals, hàbits, cançons...) que es repliquen i es transmeten d'una ment a una altra. Els mems es propaguen entre ells i formen part integral del teixit cultural, comportant-se, en el seu procés de transmissió, de manera semblant als virus. Si s'ajunten en un mateix conjunt simbòlic, passen a anomenar-se memplexos o mems complexos; aquests formen sistemes coherents i es transmeten amb major eficàcia.

### Teories sobre la cultura
- Antropologia cultural
- Assimilació cultural
- Comunicació intercultural
- Difusió cultural
- Etnocentrisme
- Evolució cultural
- Geografia cultural
- Materialisme cultural
- Mem
- Relativisme cultural
- Revolució Cultural
- Sociologia de la cultura

### Altres qüestions culturals
- Categoría:Subculturas
- Alta cultura
- Arts i tradicions populars
- Cultura de la violació
- Cibercultura
- Civilització
- Cultura científica
- Cultura organitzacional
- Cultura popular
- Decondicionament
- Les dues cultures
- Llegenda urbana
- Neocolonialisme
- Subcultura
- Tecnociència